# Rufodorsia
Rufodorsia, biljni rod vazdazelenih trajnica iz porodice gesnerijevki smješten u podtribus Columneinae, dio tribusa Gesnerieae.. Pripada mu 4 vrste iz Srednje Amerike (Nikaragva, Kostarika, Panama).

## Etimologija
Ime roda dolazi od Od latinskog rufus = crven, crvenkast i dorsum = leđa, aludirajući na crvenkasti stražnji dio vjenčića.

## Opis
Epifitsko bilje ili polugrmovi. Stabljika je uspravna, uzdižuća ili polegla, s nekoliko grana. Listovi nasuprotni, opnasti, sočni. Vjenčić je obično bijel, režnjevi i cijev s gornje strane crvenkasti, kratki, udubljeni. Prašnika 4, niti prirasle uz bazu cjevčice vjenčića; prašnici vršno povezani u 2 para. Nektarij dvokrilna dorzalna žlijezda. Jajnik gornji, stigma dvousno-stomatomorfna. Plod bijela bobica. Sjemenke s mesnatom funikulom. 

## Vrste
1. Rufodorsia cerricola (Wiehler) Kriebel
2. Rufodorsia congestiflora (Donn.Sm.) Wiehler
3. Rufodorsia major Wiehler
4. Rufodorsia minor Wiehler

## Sinonimi
- Oerstedina Wiehler; Selbyana 2: 115 (1977)